# Récupérateur de corium
Le « récupérateur de corium » (ou « core catcher » en anglais, littéralement « attrape-cœur »), parfois qualifié de « cendrier » est un nouvel équipement proposé par l’industrie nucléaire ou imposé par l’autorité de sûreté nucléaire compétente pour récupérer le corium issu de la fusion accidentelle d’un réacteur nucléaire. Cette récupération se fait dans une « chambre d’étalement » dont le plancher constitué d’une épaisse couche de béton et d’acier refroidi est lui-même recouvert d’une couche de « béton sacrificiel » afin que ce corium ne s’enfonce pas dans le sol et qu’il ne quitte pas cette zone de « confinement ».
Dans la disposition aujourd’hui la plus consensuelle, la première pièce de ce dispositif est le fond du « puits de cuve ». La seconde est un bouchon provisoire (béton sacrificiel qui cédera en fondant), la troisième est un « canal de déviation » du corium, et la quatrième est une « chambre d'étalement du corium » (acier + « béton sacrificiel » + système de refroidissement par eau) et un système de refroidissement et éventuellement de supervision (mesure des températures, radiation, pressions, etc.).

## Utilité et fonctionnement
Le corium d’un réacteur est constitué de combustibles et d’éléments de structure du cœur d’un réacteur nucléaire fondus et mélangés, il est à une très haute température, et émet un rayonnement intense, ce qui le rend rapidement corrosif pour tous les matériaux connus. Si tout se passe bien, dans le récupérateur, 200 tonnes environ de corium peuvent être stabilisées en quelques heures et solidifiées en quelques jours si le fond est un plancher d’acier dont la base est constituée d’ailettes (échangeur thermique capable d’évacuer jusqu’à environ 80 kW/m2) refroidies par de l’eau, et en un mois si le fond est en matériel réfractaire refroidi, mais dans les deux cas le refroidissement doit ensuite se poursuivre.
Les seuls matériaux susceptibles de freiner un corium sont des céramiques hautement réfractaires, et des aciers spéciaux qui doivent être constamment refroidis (puissance résiduelle à évacuer : environ 35 MW ) pour une masse de corium d’environ 200 tonnes.
Selon les modèles disponibles, l'étalement du corium sera discontinu avec formation de langues de corium, puis le mélange corium-béton se traduira par l'apparition d'une peau visco-plastique en surface (un peu comme sur les laves volcaniques vitreuses), alors que dans le réacteur le mélange initial principalement constitué d'oxydes d’uranium et de zirconium formerait une croûte solide en surface. Le corium produisant sa propre chaleur, s'il forme des accumulations passagères, doit à terme s'étaler dans la chambre d'étalement. L'incertitude principale résiderait dans la taille du trou de perforation de la porte fusible ouvrant sur la conduite d'évacuation vers cette chambre. Si ce trou est trop petit, l'étalement du corium pourrait se faire trop lentement.
Selon l’ASN, ce récupérateur est « le dispositif de conception clé pour la maîtrise des accidents graves dans un EPR ». Dans l’EPR, le corium est dévié par un canal de transfert, en pente et aux parois de zircone, dans une chambre spéciale, de manière à ne pas rester sous le réacteur.

## Histoire
Avant la catastrophe de Tchernobyl et celle de Fukushima, le risque de formation d'un corium (« accident le plus grave qu'une centrale nucléaire puisse connaître » selon l'ASN) était jugé très faible. Depuis, la prise en compte du corium fait partie des nouvelles priorités en matière de sécurité nucléaire.
Par exemple, EDF, dans la centrale nucléaire de Fessenheim s’est vu imposer, avant le 30 juin 2013, d’une part, d’augmenter l'épaisseur et la surface de la « zone d'étalement du corium » (prescription FSH1-25) dans le cadre de sa mise aux normes imposée au vu des conclusions d'un « réexamen de sûreté » par l’ASN.
D'autre part, avant le 31 décembre 2016, l'opérateur doit aussi mettre en place « dans le puits de cuve des moyens redondants permettant de détecter le percement de la cuve et dans l'enceinte des moyens redondants permettant de détecter la présence d'hydrogène. Une instrumentation permet de signaler en salle de commande le percement de la cuve par le corium » ; enfin, plusieurs systèmes redondants capables de détecter l'arrivée de corium dans le puits de cuve ainsi que l'apparition d'hydrogène dans le bâtiment réacteur doivent être installés et être opérationnels avant le 31 décembre 2012.
L’ASN a également imposé à EDF de faire en sorte dans le futur site électronucléaire de Flamanville (Manche) que « la conception et la réalisation du puits de cuve et de la chambre d'étalement du corium sont telles que la quantité d’eau susceptible de s’y trouver lors de la coulée du corium en dehors de la cuve ne puisse provoquer une explosion de vapeur pouvant porter atteinte à l’intégrité de l'enceinte de confinement ».
L'un des premiers plans français de chambre de récupération, ou le premier, semble avoir été proposé par Framatome ANP.
En 2010, en France, le « collège de l'ASN » a pris position pour la mise en place systématique d’un récupérateur de corium dans toutes les futures installations.
En 2011, l'ASN rappelle que ses prises de décision d'autorisation des poursuites d’exploitation sous conditions (par exemple, pour le réacteurs no 1 de Fessenheim) « ne préjugent pas de celles qui résulteront des évaluations complémentaires de la sûreté (ECS) engagées, à l’échelle nationale et européenne, à la suite de l’accident de Fukushima ».

## Recherche
Il est impossible et dangereux d'expérimenter avec un vrai corium.
On dispose de quelques retours d'expérience d'accidents, mais très peu de données existent concernant leur comportement réel, même pour les coriums de Tchernobyl et de Fukushima (difficiles à approcher en raison de la température et radioactivité qu’ils dégagent). Les coriums ne peuvent être photographiés par un robot qu’une fois formés et refroidis, les physiciens doivent donc recourir à des modélisations et simulations expérimentales pour évaluer leur chaleur résiduelle et les « événements » de perforation, relocalisation et diffusion ; de même pour leur comportement et les modifications physicochimiques qui les affectent quand ils rencontrent de l'eau ou différents matériaux.
- Il a été possible d'étudier et comparer expérimentalement (et séparément) les effets de métaux fondus à très haute température, ou d'une très forte radioactivité sur les matériaux susceptibles d'être en contact avec un corium (béton et céramique[14]).
- Plusieurs expériences et diverses modélisations[15] ont ensuite porté sur le comportement de coriums ou d'équivalent expérimentaux (corium prototypique) ou modélisés au contact de différents matériaux (eau, béton, aciers…) ou lors de leur passage au travers de ces matériaux, et sur sol plat ou en pente.
- Le « Centre de recherche de Rossendorf » (FZR) à la fin des années 1990 a réalisé un parangonnage sur ce thème, et a participé aux calculs de référence retenus pour le modèle qui sera sélectionné pour l'EPR. Ces calculs ont été faits sur des bases légèrement simplificatrices (la source de chaleur interne est supposée uniformément répartie, de même que les structures de convection thermique dans la matière en fusion ; de plus, certains calculs ont d’abord été fait sur des modèles 2D, alors que le corium évolue dans les quatre dimensions (espace-temps)[16].
- Des logiciels spéciaux (THEMA du CEA) ; CORFLOW[17] de Framatome ANP et CROCO de l’IRSN ont été utilisés pour modéliser la production et le refroidissement de corium en cuve ou hors cuve, et surtout pour modéliser l’étalement du corium. Des validations des modèles ont été approchées par des expériences dites CORINE (IRSN) et KATS (FzK) en matériaux simulants[18]. Les deux expériences VULCANO-E, par le consortium CEA-EDF-IRSN, et COMAS, par Siempelkamp, ont utilisé des matériaux « réels »[18].
- Des essais d’étalement à grande échelle ont été faits par FZK dans le cadre d'un programme européen dit « Ex-Vessel Core Melt Stabilization Research (ECOSTAR) »[18].
- Maxim Konovalikhin a évalué ce qui pourrait se produire en cas de corium immergé sous l'eau[19].

Selon les données apportées par ces modèles et tests, le corium, quand il s'accumule sous le réacteur qu'il a percé, est encore plus fluide qu’une lave ; la couche de béton « sacrificiel » de fond du puits de cuve ne doit être ni trop épaisse, ni trop fine. En effet, ce béton doit fondre et s'éroder à la bonne vitesse de manière que la totalité du corium contenu dans la cuve ait eu le temps de s’accumuler en amont de la « porte fusible » avant que celle-ci ne fonde, sachant que des coulées multiples de corium sont possibles par différents trous ou successivement par le même trou lors de scénarios accidentels à basse puissance résiduelle.
Après qu'il a transpercé ce premier plancher de béton puis la porte d’acier fusible, d'après l’IRSN « la première coulée de ce corium s’étale en quelques dizaines de secondes après l’apparition d’une brèche dans la porte fusible », la masse en fusion commence aussitôt à ronger le sol de « béton sacrificiel ». Béton dont l’IRSN a proposé qu’il soit plus épais qu’initialement prévu afin que le corium n'atteigne pas trop tôt les plaques d’acier sous-jacentes, c'est-à-dire pas avant que tout le corium du réacteur ait eu le temps de s’étaler dans la chambre. Un automatisme doit activer le système d’injection d’eau de la chambre d’étalement. Un risque est, en effet, qu'à ce stade la totalité du corium n’ait pas pu tomber de la cuve alors qu'il a déjà commencé à s'écouler dans le canal de transfert (constitué d'un matériau réfractaire).
Pour mieux suivre l'écoulement du corium, une instrumentation in situ doit permettre de vérifier que la masse restante ait eu le temps d’arriver dans la chambre d’étalement avant qu’on y injecte de l'eau. La vitesse d’écoulement dépendra notamment de la taille et configuration de la brèche faite par le corium dans la « porte fusible ».
Selon l’ASN, les analyses conduites sur les projets de récupérateur de corium n'ont pas remis en cause le bien-fondé de ce concept, mais « un approfondissement de certaines études doit encore être mené pour en confirmer l’efficacité ».

## Principes techniques

Le « core-catcher » ou récupérateur de corium tel que prévu dans l'EPR.
Il est maintenu au sec en fonctionnement normal ; il n'est automatiquement rempli d'eau qu'après étalement et pré-refroidissement de l'éventuel corium dans la cavité.

Le récupérateur de corium, installé sous la cuve du réacteur, est une structure faite de fonte nodulaire (pour l'EPR)
 hautement résistant à la chaleur et à la fusion, ou constituée d'une autre cuve (pour les nouveaux réacteurs VVER 1000) et auquel est intégré un système de refroidissement,,.
Récupérateur de corium de l'EPR :
En 1999 et 2000, sur la base de ses propres analyses, l'IRSN a validé un premier projet de récupérateur de corium pour l'EPR. Mais des modifications ont été proposées en 2004 par le concepteur. Ces modifications ont été acceptées après que leur analyse a été exposée par l’IRSN en réunion du « Groupe Permanent d'experts pour les réacteurs nucléaires » en novembre 2004.
Pour être fonctionnel, un récupérateur de corium doit s'étendre sur une surface suffisante car :
- la masse en fusion se refroidira mieux et plus vite si elle est étalée (à Tchernobyl, elle a formé une forme dite en « pied d’éléphant ») ;
- au moins en début de processus, s'il se forme un amas de corium, dans un deuxième temps il s'ensuit un ré-épanchement et étalement du corium sous l’effet, d'une part, de sa puissance thermique résiduelle[24] et, d'autre part, de sa masse et forte densité ;
- son étalement permet aussi de refroidir simultanément la surface supérieure du corium, et sa surface inférieure alors que la masse en fusion continue à générer sa chaleur interne.

Le récupérateur de corium de l'EPR dispose d'une surface d'étalement du corium de 170 m2 et a une masse de 500 t.
Principes de fonctionnement
Dans un système de type EPR, un éventuel corium qui aurait percé la cuve va d'abord s'accumuler dans le puits de cuve dont le fond est constitué de 50 cm de béton dit « sacrificiel » (voir schéma ci-contre).
Une fois ce « béton sacrificiel » érodé et percé par le corium, ce dernier rencontre une « porte fusible » (plaque d’acier de 2,4 m2 et de 4 cm d’épaisseur), laquelle une fois fondue permet au corium précédemment « relocalisé » en amont de cette « porte », de s’écouler via un canal d’écoulement, dans la chambre d'étalement.
Le corium serait ensuite refroidi dans cette aire d'étalement par un système automatique passif de circulation d’eau dans le plancher, puis de recouvrement par débordement d'eau, permettant, d'une part, d'empêcher le plancher métallique qui est aussi recouvert de béton sacrificiel, de fondre et, d’autre part, d'éviter une explosion de vapeur en ne recouvrant le corium d’eau qu'après son étalement et son pré-refroidissement,,.

## Exemples de prise en compte par les évolutions de la règlementation
À Flamanville, le 9 mai 2012, l’ASN a imposé à EDF, les caractéristiques suivantes pour ce récupérateur de corium :
- « les dispositifs assurant le supportage de la cuve ainsi que le dispositif assurant la fermeture du canal de transfert du corium vers la chambre d’étalement sont conçus et réalisés pour résister aux chargements résultant d’une rupture de la cuve sous une pression de 20 bar absolus » ;
- « la rétention temporaire du corium dans le puits de cuve à partir du percement de la cuve permet d’attendre la fin du déversement du corium avant l’ouverture du canal de transfert vers la chambre d’étalement ; durant la rétention du corium dans le puits de cuve, la stabilité de ce dernier et le supportage de la cuve sont maintenus » ;
- « le transfert du corium dans la chambre d'étalement se produit avant que la submersion de la chambre par l’eau de refroidissement ne commence » ;
- « la couche de béton sacrificiel de la chambre d’étalement ainsi que le délai d’arrivée de l’eau dans les canaux des plaques de refroidissement sont tels que, lorsque le corium arrive au contact de ces plaques, la capacité d’évacuation de la puissance thermique du dispositif de refroidissement est suffisante pour lui permettre d’assurer sa mission ».

De plus l'ASN a demandé à EDF de mettre en place une instrumentation adéquate pour :
- « signaler en salle de commande la percée de la cuve par le corium et d’en informer les équipes de crise de l’exploitant et des pouvoirs publics » ;
- « surveiller la progression du corium hors de la cuve et d'apprécier le fonctionnement du dispositif assurant la récupération et le refroidissement sur le long terme de la matière radioactive fondue »[30]

## Exemples concrets
Si l'AP1000 américain n'en prévoit pas, par contre quelques types de réacteurs incluent maintenant de tels « récupérateurs » dans leur conception :
- Le surgénérateur de Kalkar (ou « SNR 300 »), l'un des plus importants projets industriels d'Allemagne en est équipé[31], mais l’installation n’a jamais été mise en route, le bâtiment ayant finalement été depuis 1995 transformé en un parc de loisirs, le Wunderland Kalkar (en français : « Pays des merveilles de Kalkar »).
- L'EPR comprend un « récupérateur de cœur » d’une surface d’expansion de 170 m2 et d'une masse de 500 tonnes ;
- Un projet d'ESBWR.
- Le projet de nouveau réacteur franco-japonais dit « réacteur ATMEA 1 » (par ATMEA, une coentreprise détenue à 50 % par Areva et Mitsubishi Heavy Industries (MHI)[31].
- Les nouveaux modèles de réacteurs russes de type VVER (type de réacteur à eau pressurisée soviétique, puis russe)[32]. Selon Leonid Bolshov, un physicien russe ayant aidé à gérer la crise de Tchernobyl, l'expérience de Tchernobyl doit contribuer à faire équiper les nouveaux réacteurs d’un « attrape-corium », requis pour des réacteurs plus sûrs[33].

L'AES-91, projet du russe Atomstroyexport du premier type de centrale nucléaire à récupérateur de corium intégré en tant qu'équipement standard.
Début 2011, pour la première fois deux réacteurs chinois de type VVER-1000, construits par un consortium russe en ont été équipés dans la centrale nucléaire de Tianwan. Pour ce type de réacteur, c'est une seconde cuve garnie d'un épais « matériau sacrificiel » qui a été placée sous la cuve principale, pour rendre le corium moins fluide et favoriser sa capacité de refroidissement.

## Risques et dangers
Un logiciel particulier (MAAP-4) a été utilisé pour modéliser les conditions de sortie du corium de la cuve en cas de fusion du cœur,, et la cinétique d’ablation du béton sacrificiel a été étudiée par des simulations (ARTEMIS – IRSN-EDF-CEA et BETA – FzK) et avec des tests sur matériaux réels (ACE, MACE- ANL ; VULCANO – CEA-EDF-IRSN ; CORESA – Framatome ANP), mais il reste des inconnues[réf. nécessaire].
Le risque le plus craint est l'explosion de vapeur d’eau. La possibilité d’une explosion de vapeur importante pendant le noyage du corium doit être évitée et les chargements résultant d’interactions eau-cœur fondu doivent être pris en compte dans la conception. L'autorité de sûreté française (ASN) estime dans un document de synthèse publié le 5 octobre 2004 que la quantité d’eau qui pourrait être présente dans le puits de cuve et dans la chambre d'étalement au moment de la percée de la cuve doit être limitée par conception. (Cf : www.asn.gouv.fr/data/information/tg_epr_fr.pdf).